# Onokiwci
Onokiwci (ukr. Оноківці) – wieś na Ukrainie, w obwodzie zakarpackim, w rejonie użhorodzkim. W 2001 roku liczyła 2187 mieszkańców.
Znajduje tu się przystanek kolejowy Onokiwci, położony na linii Sambor – Czop.
Z miejscowości pochodzi Annamari Dancza, ukraińska snowboardzistka, wicemistrzyni świata, mistrzyni świata juniorów.